# Boumnyébel
Boumnyébel est une localité située au Cameroun à environ 120 km (75 miles) entre Yaoundé et Douala. Sur la route d'Edéa à Yaoundé, le village se situe très exactement à la jonction avec la route menant à Bafia. 

## Histoire
Le célèbre leader et membre fondateur du parti politique UPC (Union des Populations du Cameroun), Ruben Um Nyobé est né dans le petit village de Song-Mpeck au sud de Boumnyébel, dans la sous-division d'Éséka, département du Nyong-et-Kellé.
Après que l'UPC fut déclarée illégale par le gouvernement français le 13 juillet 1955, Ruben Um Nyobé entra, avec ses compagnons de lutte dans la clandestinité, dans la forêt entourant Boumnyébel où il vécut jusqu'à sa mort. En 1956, le Premier ministre André-Marie Mbida se rendit à Boumnyébel d'où il lança un ultimatum aux rebelles.
Ahmadou Ahidjo, alors ministre de l'intérieur, s'y rendit en 1958 dans le but de lutter contre les rebelles. Le 13 septembre 1958, Um Nyobé fut tué et son corps exposé devant les bureaux des Travaux Publics de Boumnyébel.